# Cielądz (plaats)
Cielądz is een dorp in het Poolse woiwodschap Łódź, in het district Rawski. De plaats maakt deel uit van de gemeente Cielądz en telt 640 inwoners.